# Noctua variegata
Noctua variegata là một loài bướm đêm trong họ Noctuidae.